# Jan Vleminck
Jan Vleminck of Johannes Flemingus (Limburg aan de Vesder, ca. 1527 – Wijnegem, 23 oktober 1568) was een humanistisch, neolatijns dichter en heer van Wijnegem. 

## Afkomst
Hij was de zoon van Sebastiaen Vleminck en Aleijdis Parijs. Zijn familie vestigde zich al vrij snel in Antwerpen waar zij een belangrijke rol speelde in de internationale handel. Hij huwde op 21 juli 1561 met Isabella Schetz, dochter van bankier Gaspar Schetz (1513-1580), baron van Wezemaal, heer van Grobbendonk, Heist en Hingene en tresorier generaal van Filips II. Gaspar Schetz zelf was een zoon van Erasmus’ Antwerpse bankier, Erasmus Schetz. 

## Levensloop
In 1544 schreef Jan Vleminck zich te Leuven in als student. Daarna, in de jaren 1550, reisde hij veel: Frankrijk (Provence), Engeland (Londen en Windsor), Italië en Spanje. Hij verbleef er in de hoogste kringen en enkele van zijn gedichten schreef hij in deze periode. 
Als bankier, koopman en mecenas speelde Vleminck een voorname rol in het Antwerpse economische en culturele leven. Hij had er zijn  kantoor daar waar nu de huidige stadsbibliotheek is en de Vleminckstraat, dicht bij de kathedraal waar hij begraven werd, is naar hem genoemd. 
In 1567 kocht Jan Vleminck de heerlijkheid Wijnegem. Hij overleed er onverwacht in zijn slaap in 1568, op de leeftijd 41 jaar. 

## Bijzonderheden
Jan Vleminck en zijn broer Arnold Vleminck waren beiden heren van Wijnegem en ook lid van de Gilde van Onze-Lieve-Vrouw-Lof te Antwerpen. Jan Vleminck was financieel agent bij Filips II en was als humanist ook een neolatijns dichter. Aan het hof van Filips II had hij contact met Goropius. Johannes Goropius Becanus, geneesheer, hofarts van Filips II en taalkundige. Goropius, betrokken bij de oprichting van de drukkerij van Christoffel Plantijn, verbleef samen met Vleminck een tijd in Valladolid en noemde hem Suavissimus patronus. Daar had hij als arts zijn vriend Vleminck tweemaal zijn leven gered toen hij er zwaar ziek was geworden. 

## Neo-latijns dichter, bevriend met Goropius
Het is dankzij deze Goropius dat een deel van Flemingus' Latijnse verzen bewaard zijn gebleven. Als bankier en dichter had Jan Vleminck inderdaad een zwakke gezondheid en de dood komt dan ook regelmatig terug in zijn poëzie. In 1569 verscheen bij Plantijn het geruchtmakende werk Origines Antwerpianae, waaraan Goropius zijn bekendheid dankte. De Saxsonica, een van de 10 delen van het werk, wordt opgedragen aan de broers Casper, Melchior, Balthazar en Koenraad Schetz en aan Jan Vleminck. 
Bij de aanvang van de dialoog Vertumnus, het derde deel van zijn werk Opera, in 1580 bij Plantijn gedrukt, eerde Goropius zijn vriend Vleminck op ontroerende wijze door een aantal van zijn verzen op te nemen. In een stuk mooi Latijns proza beschrijft Goropius hoe hij en een vriend van Vleminck, nl. Gerardus Falkenburgius, op een ochtend naar Wijnegem trokken om er Jans broer een bezoek te brengen. De dialoog tussen beide is een fijnzinnige mengeling van klassieke geleerdheid en een nu en dan eigentijds beschreven natuurgevoel. Herinneringen aan Homerus, Aristophanes, Socrates, Aristoteles, Apollonius van Tyana en de encyclopedie van Plinius maken van het geheel een pittig gesprek. 
Wanneer ze tijdens de wandeling ook over Jan Vleminck zelf spreken steekt Falkenburgius de loftrompet over Vleminck als dichter: ‘Ik geloof niet dat ik ook ooit een aangenamer, verfijnder, scherpzinniger, geestiger mens heb gekend. Als hij zich totaal aan de Muzen had gewijd, kon hij wedijveren met de grootste klassieke dichters. Maar, zoals het hier bij ons dikwijls voorkomt, verzaakte hij aan de dichtgodinnen en koos hij voor Mercurius, de god van de bankiers. (…) Hij kon met gemak eer en roem verdienen tussen de dichters, maar hij koos voor een leven in handels- en staatszaken. Flemingus had wel degelijk dichterlijk talent. Hij werd degelijk gevormd te Leuven in Collegium Trilingue, was thuis in de klassieke en de humanistische poëzie en trad ook op als mecenas en vriend van minder begoede dichters en geleerden.